# Turba (nave)
| La Nave Scuola della Guardia di Finanza "Generale Turba" fotografata negli ultimi anni di servizio.                               | La Nave Scuola della Guardia di Finanza "Generale Turba" fotografata negli ultimi anni di servizio.                               |
| In questa immagine compare un diverso fumaiolo, rispetto all'originale, cambiato per la sostituzione dell'apparato di propulsione | In questa immagine compare un diverso fumaiolo, rispetto all'originale, cambiato per la sostituzione dell'apparato di propulsione |
| Costruttore: Cantieri Navali San Rocco - Trieste                                                                                  | Costruttore: Cantieri Navali San Rocco - Trieste                                                                                  |
| Varata : 1910 | Radiata: 1970 |
| --- | --- |
| Caratteristiche generali: | |
| Dislocamento standard: 303 tonn.Lunghezza: 46,72 mt.Larghezza: 6,71 mt.Pescaggio: 2,5 mt.                                         | |
| Propulsione: | |
| Macchina alternativa a vapore da 600 HP sostituita negli ultimi anni da motore diesel.Velocità 13 nodi                            | |
| Armamento: | |
| Cannone da 76/40 mm.Mitragliera Colt Browning M 1895 cal. 6,5 x 52 mm Carcano (in origine)                                        | |

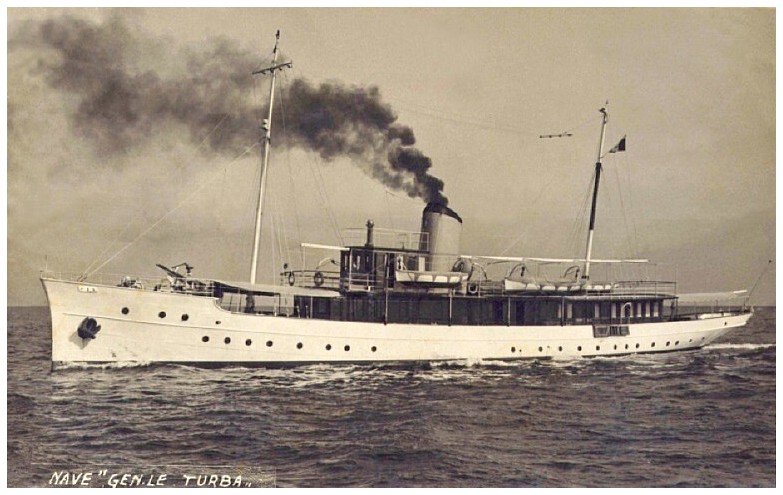

La nave Turba è stata una imbarcazione della Guardia di Finanza.

## Servizio

### Con l'Austria
Venne varata nel 1910 nei cantieri S. Rocco di Trieste e fu impiegata dall'amministrazione doganale austro-ungarica con il nome di "Zara", ospitando, talvolta, anche membri della casa imperiale per spostamenti nell'arcipelago dalmata. 
Durante la prima guerra mondiale  fu attivamente impiegata in attività bellica nelle acque triestine, lungo la costa giuliana e friulana e nelle lagune di Grado e Marano con compiti di trasporto, sorveglianza, dragamine e antisommergibile.

### Con l'Italia
Dopo la guerra passò all'Italia e fu assegnata alla Regia Guardia di finanza. Dopo aver fatto parte della Flottiglia Costiera di Trieste, fu assegnata alla Scuola Nautica di Pola, e utilizzata per attività addestrative. 
Nel 1933 fu ribattezzata con il nome del generale del Regio Esercito Euclide Turba, Medaglia d'Oro al Valor Militare, caduto nell'ottobre del 1917 al comando della Brigata "Perugia", il quale era stato, tra il 1909 ed il 1915, insegnante di arte militare alla Scuola Allievi Ufficiali della Regia Guardia di Finanza di Caserta.
Durante la seconda guerra mondiale, dotata anche di attrezzatura dragamine fu, dapprima, assegnata  a Durazzo, ove fu impiegata per la scorta convogli tra l'Albania ed i porti pugliesi. 
Sorpresa, poi,  dall'armistizio a Brindisi, fu adibita a compiti logistici, e successivamente trasferita  a Napoli, a disposizione del comando navale alleato. 
Nel dopoguerra fu destinata a Gaeta, a disposizione della Scuola nautica della Guardia di Finanza ivi riallocata da Pola dopo la perdita dei territori dalmati ed istriani, dopo essere stata completamente rimodernata e dotata di apparato motore diesel. 
L'unità è stata radiata nel 1970.